# Адріану-Мік
Адріану-Мік (рум. Adrianu Mic) — село у повіті Муреш в Румунії. Входить до складу комуни Гелешть.
Село розташоване на відстані 251 км на північний захід від Бухареста, 18 км на схід від Тиргу-Муреша, 95 км на схід від Клуж-Напоки, 113 км на північний захід від Брашова.

## Населення
За даними перепису населення 2002 року у селі проживала 61 особа, з них 58 осіб (95,1%) угорців. Рідною мовою 58 осіб (95,1%) назвали угорську.